# Вассакара
Вассакара — деревня в Нежновском сельском поселении Кингисеппского района Ленинградской области.

## История
Впервые упоминается в Писцовой книге Водской пятины 1500 года как деревня Васокара на реце на Систе, повыше устья Сумского в Каргальском погосте Копорского уезда.
Затем как деревня Vaso Gora by в Каргальском погосте (западной половине) в шведских «Писцовых книгах Ижорской земли» 1618—1623 годов.
На карте Ингерманландии А. И. Бергенгейма, составленной по шведским материалам 1676 года, она обозначена как деревня Wasagaraby.
На шведской «Генеральной карте провинции Ингерманландии» 1704 года — как Wasagära.
Как деревня Васигорка она обозначена на «Географическом чертеже Ижорской земли» Адриана Шонбека 1705 года.
Как деревня Васакар упомянута на карте Ингерманландии А. Ростовцева 1727 года.
На карте Санкт-Петербургской губернии Ф. Ф. Шуберта 1834 года обозначена деревня Васакары, состоящая из 26 дворов.

ВАСАКАРА — деревня принадлежит графу Воронцову, число жителей по ревизии: 102 м. п., 108 ж. п. (1838 год)

Согласно карте профессора С. С. Куторги 1852 года деревня называлась Васакары и состояла из 26 дворов.

ВАСАКАРЫ — деревня генерала от инфантерии князя Воронцова, 10 вёрст по почтовой, а остальное по просёлкам, число дворов — 26, число душ — 120 м. п. (1856 год)

ВАСАКАРА — деревня, число жителей по X-ой ревизии 1857 года: 115 м. п., 146 ж. п., всего 261 чел.

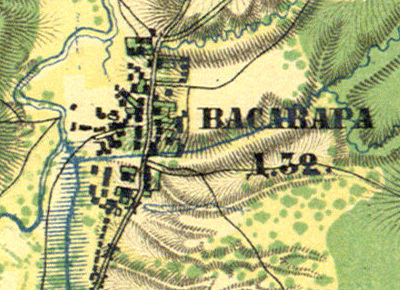
Деревня Вассакара на карте 1860 года

Согласно «Топографической карте частей Санкт-Петербургской и Выборгской губерний» в 1860 году деревня называлась Васакара и состояла из 32 крестьянских дворов.

ВАСАКАРА — деревня владельческая при реке Систе, число дворов — 45, число жителей: 126 м. п., 132 ж. п.; Часовня. (1862 год)

ВАСАКАРА — деревня, по земской переписи 1882 года: семей — 61, в них 141 м. п., 135 ж. п., всего 276 чел.

Сборник Центрального статистического комитета описывал деревню так:

ВАСИКАРА (ВАСАКАРА) — деревня бывшая владельческая при реке Суме, дворов — 55, жителей — 298. 2 лавки. (1885 год)

Согласно материалам по статистике народного хозяйства Ямбургского уезда 1887 года, мызы Луизино и Васакары общей площадью 1933 десятины принадлежали барону А. И. Притвицу, мызы были приобретены до 1868 года.
По земской переписи 1899 года:

ВАСАКАРА — деревня, число хозяйств — 52, число жителей: 113 м. п., 142 ж. п., всего 255 чел.;
 разряд крестьян: бывшие владельческие; народность: русская

В конце XIX — начале XX века деревня административно относилась к Котельской волости 2-го стана Ямбургского уезда Санкт-Петербургской губернии.
По данным «Памятной книжки Санкт-Петербургской губернии» за 1905 год крестьяне деревни Вассакоры Семён Васильевич Ивкин и Василий Иванович Зайцев, владели отрезом земли от деревни Павлово площадью 240 десятин.
С 1917 по 1924 год деревеня Вассакара входила в состав Вассакарского сельсовета Котельской волости Кингисеппского уезда.
С 1924 года в составе Монастырского сельсовета.
С 1925 года вновь в составе Вассакарского сельсовета.
Согласно данным переписи населения СССР 1926 года в деревне Вассакара проживали 227 человек, все русские.
С 1927 года в составе Котельского района.
В 1928 году население деревни Вассакара также составляло 227 человек.
Согласно топографической карте 1930 года деревня насчитывала 63 двора.
С 1931 года в составе Кингисеппского района.
По данным 1933 года деревня Вассакара находилась в составе Вассакарского сельсовета Кингисеппского района с административным центром в деревне Нежново.

План деревни Вассакара. 1938 год

Согласно топографической карте 1938 года деревня насчитывала 52 двора.
Деревня была освобождена от немецко-фашистских оккупантов 31 января 1944 года.
С 1954 года в составе Павловского сельсовета.
С 1958 года в составе Нежновского сельсовета. В 1958 году население деревни Вассакара составляло 149 человек.
По данным 1966, 1973 и 1990 годов деревня Вассакара также входила в состав Нежновского сельсовета.
В 1997 году в деревне Вассакара проживали 60 человек, в 2002 году — 47 человек (русские — 94 %), в 2007 году — 38.

## География
Деревня расположена в северо-восточной части района на автодороге 41К-110 (Котлы — Урмизно).
Расстояние до административного центра поселения — 6 км.
Расстояние до ближайшей железнодорожной станции Котлы — 6,5 км.
Деревня находится на правом берегу реки Систа.

## Демография
| 1862 | 2007 | 2010 | 2017 |
| ---- | ---- | ---- | ---- |
| 258  | ↘38  | ↗79  | ↘47  |

### Национальный состав
Согласно данным Всероссийской переписи населения 2021 года в деревне проживали 93 человека, все русские.